# American Music Awards de 2019
O 47º American Music Awards foi realizado em 24 de novembro de 2019, no Microsoft Theater, em Los Angeles, Estados Unidos, reconhecendo os artistas e álbuns mais populares de 2019. A cerimônia foi transmitida ao vivo pela rede ABC, e foi apresentada pela cantora estadunidense Ciara. Taylor Swift recebeu o prêmio de Artista da Década, e também foi a artista mais premiada da noite, tornando-se a artista mais premiada na história da premiação, com 29 vitórias no total, e estendeu seu recorde com mais prêmios de Artista do Ano, Cantora de Pop/Rock Favorita e Álbum de Pop/Rock Favorito. Post Malone recebeu o maior número de indicações, com um total de sete, seguido por Ariana Grande e a iniciante Billie Eilish, com seis indicações cada.

## Performances
| Artista                              | Canção | Apresentado por                    |
| ------------------------------------ | --- | ---------------------------------- |
| Selena Gomez                         | "Lose You to Love Me" Look At Her Now" | —                                  |
| Ciara                                | "Melanin" (com Ester Dean e La La Anthony) | —                                  |
| Lizzo                                | "Jerome" | Tyra Banks                         |
| Thomas Rhett                         | "Look What God Gave Her" | Kane Brown                         |
| Shawn Mendes Camila Cabello          | "Señorita" | Ciara                              |
| Kesha                                | "Raising Hell" (com Big Freedia) "Tik Tok" | David Dobrik Maddie Hasson         |
| Toni Braxton                         | "Un-Break My Heart" | Paula Abdul                        |
| Billie Eilish                        | "All the Good Girls Go to Hell" | Tyler, the Creator                 |
| Halsey                               | "Graveyard" | Patrick Schwarzenegger Jenna Dewan |
| Green Day                            | "Father of All..." "Basket Case" | Billie Eilish                      |
| Camila Cabello                       | "Living Proof" | Billy Porter                       |
| Jonas Brothers[a]                    | "Only Human" | Ciara                              |
| Taylor Swift                         | Medley: "The Man" Love Story" I Knew You Were Trouble" Blank Space " Shake It Off" (com Halsey e Camila Cabello) "Lover" (piano com Misty Copeland e Craig Hall)  | Carole King                        |
| Christina Aguilera A Great Big World | "Fall On Me" | Carrie Underwood                   |
| Post Malone                          | "Circles" "Take What You Want" (com Ozzy Osbourne, Travis Scott e Watt)                                                                                           | Rivers Cuomo Pete Wentz            |
| Dua Lipa                             | "Don't Start Now" | Ciara                              |
| Shania Twain                         | Medley: "Rockstar" / "Stressed Out" / "Shake It Off" / "God's Plan" You're Still the One" Any Man of Mine" That Don't Impress Me Much" Man! I Feel Like a Woman!" | Kelsea Ballerini                   |

Notas
- ↑[a]  Transmitido ao vivo do TD Garden, em Boston, nos Estados Unidos.

## Vencedores e indicados
| Artista do Ano (apresentado por Regina King) | Artista Revelação do Ano (apresentado por Jameela Jamil e Taran Killam) |
| --- | --- |
| - Taylor Swift - Drake - Ariana Grande - Halsey - Post Malone | - Billie Eilish - Luke Combs - Lil Nas X - Lizzo - Ella Mai |
| Colaboração do Ano (apresentado por Katherine Langford e Jamie Lee Curtis) | Videoclipe Favorito |
| - "Señorita" – Shawn Mendes e Camila Cabello - "Shallow" – Lady Gaga e Bradley Cooper - "Old Town Road" – Lil Nas X com part. de Billy Ray Cyrus - "Happier" – Marshmello e Bastille - "Sunflower" – Post Malone e Swae Lee | - Taylor Swift – "You Need to Calm Down" - Billie Eilish – "bad guy" - Ariana Grande – "7 rings" - Halsey – "Without Me" - Lil Nas X com part. de Billy Ray Cyrus – "Old Town Road"       |
| Turnê do Ano | Artista Social Favorito |
| - BTS - Ariana Grande - Elton John - P!nk - Ed Sheeran | - BTS - Billie Eilish - EXO - Ariana Grande - Shawn Mendes |
| Trilha Sonora Favorita | Cantor de Pop/Rock Favorito |
| - Bohemian Rhapsody: The Original Soundtrack – Queen - A Star Is Born – Lady Gaga e Bradley Cooper - Spider-Man: Into the Spider-Verse – Vários Artistas                                                                    | - Khalid - Drake - Post Malone |
| Cantora de Pop/Rock Favorita | Dupla/Grupo de Pop/Rock Favorito |
| - Taylor Swift - Billie Eilish - Ariana Grande | - BTS - Jonas Brothers - Panic! at the Disco |
| Álbum de Pop/Rock Favorito (apresentado por Heidi Klum e Dan Levy) | Canção de Pop/Rock Favorita (apresentado por Constance Wu) |
| - Lover – Taylor Swift - WHEN WE ALL FALL ASLEEP, WHERE DO WE GO? – Billie Eilish - thank u, next – Ariana Grande | - "Without Me" – Halsey - "Sucker" – Jonas Brothers - "Old Town Road – Lil Nas X com part. de Billy Ray Cyrus - "High Hopes" – Panic! At the Disco - "Sunflower" – Post Malone e Swae Lee |
| Cantor de Country Favorito | Cantora de Country Favorita (apresentado por Cobie Smulders e Michael Ealy) |
| - Kane Brown - Luke Combs - Thomas Rhett | - Carrie Underwood - Kelsea Ballerini - Maren Morris |
| Dupla/Grupo de Country Favorito | Álbum de Country Favorito (apresentado por Cobie Smulders e Michael Ealy) |
| - Dan + Shay - Florida Georgia Line - Old Dominion | - Cry Pretty – Carrie Underwood - Experiment – Kane Brown - Dan + Shay – Dan + Shay |
| Canção de Country Favorita (apresentado por Ben Platt e Misty Copeland) | Artista de Rap/Hip Hop Favorito |
| - Dan + Shay – "Speechless" - Luke Combs – "Beautiful Crazy" - Blake Shelton – "God's Country" | - Cardi B - Drake - Post Malone |
| Álbum de Rap/Hip Hop Favorito (apresentado por Maya Hawke e Dan + Shay) | Canção de Rap/Hip Hop Favorita (apresentado por Megan Thee Stallion e Jharrel Jerome) |
| - Hollywood's Bleeding – Post Malone - Championships – Meek Mill - Astroworld – Travis Scott | - Lil Nas X com part. de Billy Ray Cyrus – "Old Town Road" - Post Malone – "Wow" - Travis Scott – "SICKO MODE"                                                                            |
| Cantor de Soul/R&B Favorito | Cantora de Soul/R&B Favorito |
| - Bruno Mars - Chris Brown - Khalid | - Beyoncé - Lizzo - Ella Mai |
| Álbum de Soul/R&B Favorito | Canção de Soul/R&B Favorito |
| - Khalid – Free Spirit - Chris Brown – Indigo - Ella Mai – Ella Mai | - Khalid – "Talk" - Lizzo – "Juice" - Ella Mai – "Trip" |
| Artista de Rock Alternativo Favorito (apresentado por Chadwick Boseman) | Artista Adulto Contemporâneo Favorito |
| - Billie Eilish - Imagine Dragons - Panic! at the Disco | - Taylor Swift - Maroon 5 - P!nk |
| Artista Latino Favorito | Artista Inspirador Contemporâneo Favorito |
| - J Balvin - Bad Bunny - Ozuna | - Lauren Daigle - For King & Country - MercyMe |
| Artista de EDM Favorito | Artista da Década (apresentado por Carole King) |
| - Marshmello - Avicii - The Chainsmokers | Taylor Swift |